# 王处厚
王處厚（？—？），字元美，益州华阳（今四川成都）人。后蜀后主广政十八年參加科舉考試，沒有成功。之後他遇到一位和尚，和尚预言他次年會及第。次年，王處厚考中第一名登科，一百天後饮酒之後突然死亡。他的一首诗被收錄進《全唐诗补编·续拾》卷五二。